# ウェルズ郡 (インディアナ州)

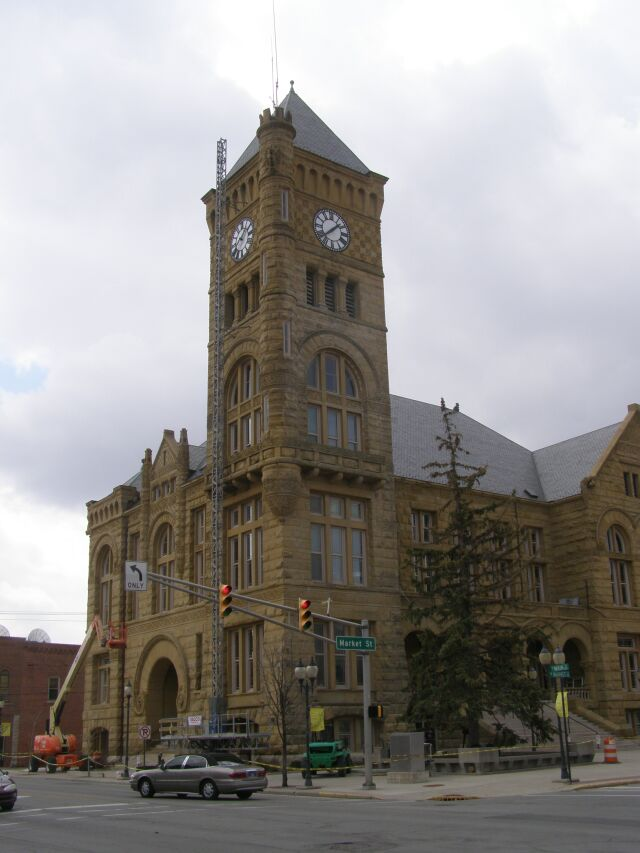
ブラフトンのウェルズ郡裁判所

ウェルズ郡（Wells County）は、アメリカ合衆国インディアナ州に位置する郡である。人口は27,960人（2015年推計）。郡庁所在地はBlufftonである。

## 地理
アメリカ合衆国統計局によると、この郡は総面積959 km2 (370 mi2) である。このうち958 km2 (370 mi2) が陸地で1 km2 (0 mi2) が水地域である。総面積の0.12%が水地域となっている。

### 隣接する郡
- アレン郡  (北)
- アダムズ郡  (東)
- ジェイ郡  (南東)
- ブラックフォード郡  (南)
- グラント郡 (西)
- ハンティントン郡 (北西)

## 人口動静
2000年国勢調査で、この郡は人口27,600人、10,402世帯、及び7,624家族が暮らしている。人口密度は29/km2 (75/mi2) である。11/km2 (30/mi2) の平均的な密度に10,970軒の住居が建っている。この郡の人種的構成は白人98.32%、アフリカン・アメリカン0.16%、先住民0.19%、アジア0.21%、太平洋諸島系0.03%、その他の人種0.43%、及び混血0.65%である。人口の1.44%がヒスパニックまたはラテン系である。
この郡内の住民は27.30%が18歳未満の未成年、18歳以上24歳以下が8.30%、25歳以上44歳以下が28.10%、45歳以上64歳以下が22.20%、及び65歳以上が14.10%にわたっている。中央値年齢は37歳である。女性100人ごとに対して男性は97.30人である。18歳以上の女性100人ごとに対して男性は93.20人である。
この郡の世帯ごとの平均的な収入は43,934米ドルであり、家族ごとの平均的な収入は51,517米ドルである。男性は35,830米ドルに対して女性は22,442米ドルの平均的な収入がある。この郡の一人当たりの収入 (per capita income) は19,158米ドルである。人口の5.90%及び家族の4.20%は貧困線以下である。全人口のうち18歳未満の8.00%及び65歳以上の6.90%は貧困線以下の生活を送っている。

## 都市及び町
- Bluffton
- Ossian
- Poneto
- Uniondale
- Vera Cruz
- Markle